# Kazanów (Basse-Silésie)
Pour les articles homonymes, voir Kazanów.
Kazanów est une localité polonaise de la gmina et du powiat de Strzelin en voïvodie de Basse-Silésie.